# Családmenedzsment
A családmenedzsment a családon belüli szervezési, tervezési, koordinációs és döntéshozatali folyamatok összessége, amely a családi élet és a háztartás hatékony működtetésére irányul. A fogalom középpontjában az otthonon belüli erőforrások – például idő, pénz, energia és figyelem – tudatos elosztása, valamint a családtagok közötti feladatmegosztás áll.

## Fogalom és eredete
A családmenedzsment kifejezés elsősorban a XX. század második felében kezdett elterjedni a háztartásgazdaságtan, a szociológia és a pszichológia területén. A fogalom az angol family management tükörfordítása, és eredetileg az otthon és háztartás irányításának tudományos vizsgálatára irányult.

## Fő területei
A családmenedzsment több összefüggő területet foglal magában, többek között:
- Időgazdálkodás: A családi programok, napi rutinok és tevékenységek összehangolása.
- Pénzügyi menedzsment: A háztartási költségvetés tervezése, bevételek és kiadások kezelése.
- Feladatmegosztás: A háztartási és gondozási feladatok elosztása a családtagok között.
- Konfliktuskezelés és kommunikáció: A családtagok közötti hatékony kommunikáció és együttműködés támogatása.
- Döntéshozatal: Rövid- és hosszú távú döntések meghozatala a család jóléte érdekében.

## Családmenedzser szerepe
A családmenedzsment központi alakja gyakran a családmenedzser, aki – jellemzően az egyik szülő – felelős a fenti területek összehangolásáért. A szerep nem kizárólag nemhez kötött, de hagyományosan gyakran az anyák töltötték be. Az utóbbi évtizedekben a nemek közötti feladatmegosztás fokozatosan átalakul, és egyre több családban jelenik meg a kiegyenlített menedzseri szerepvállalás.

## Társadalmi jelentősége
A családmenedzsment nemcsak a család belső működését befolyásolja, hanem kihatással van a munka és magánélet egyensúlyára, a gyermeknevelés minőségére, valamint a társadalmi nemi szerepekkel kapcsolatos elvárásokra is. Különösen fontos szerepet tölt be azokban a családokban, ahol mindkét szülő dolgozik, vagy ahol több generáció él együtt.